# سوزا
 مدينة سوزا  مدينة صغيرة تتبع لمقاطعة قشم (بالفارسية: شهرستان قشم) ، و تبعد عنها حوالي 39 كيلومتراً من جهت الغرب وتقع في محافظة هرمزگان في جنوب إيران. وهي مدينة ساحلية عامرة.

## السكان
يبلغ عدد سكان «مدينة سوزا» حسب تعداد السكان لعام 2006 للميلاد، (14487) نسمة.